# Jesús Ferrero
Jesús Ferrero (Zamora, 30 de diciembre de 1952) es un escritor español.

## Biografía
Pasó su juventud en Pamplona, Barcelona, Ginebra, Madrid y París. En la Escuela de Estudios Superiores en Ciencias Sociales de la capital francesa se graduó en Historia Antigua referida al mundo griego, a la vez que ejercía de portero de noche en el Hotel Marigni. Allí escribió su primera novela, Bélver Yin (1981), con la que obtendría el Premio Ciudad de Barcelona de 1982, y cuyo notable éxito de crítica y público, así como su corte con la tradición literaria española, la señalan como uno de los referentes más importantes de la nueva literatura de la España democrática. El crítico Rafael Conte la calificó en su momento como "la primera novela más sorprendente, espléndida y fascinante de los últimos lustros de la literatura española".
En 1986, publicó su segunda novela, Opium, residiendo ya en Barcelona, ciudad donde también escribiría Lady Pepa, Débora Blenn, Alis el Salvaje, Los reinos combatientes, El secreto de los dioses, El efecto Doppler (Premio Plaza & Janés, 1990), y el relato Besos en tu suéter manchado de vino. 
Ferrero se trasladó en 1994 a Madrid, donde impartirá cursos en la Escuela de Letras de Madrid durante más de una década, y donde ha escrito el resto de su producción literaria desde las novelas Amador o la narración de un hombre afortunado.
Ha escrito también una novela a modo de folletín que apareció en el diario madrileño El Independiente con el título de Un amor en Berlín, y de un libro sobre la cultura china: Pekín de la Ciudad Prohibida. Sus obras han sido traducidas al inglés, al alemán, al francés ( Bélver Yin, Las trece rosas, Las veinte fugas de Básil, Las siete ciudades del Cíbola, Besos en tu suéter manchado de vino), o al chino ( Bélver Yin), entre otras lenguas.
En el número doble que la Revista de Occidente dedicó a la Narrativa española actual, Ferrero publicó un fragmento de su novela corta La era de la niebla, encabezado por el siguiente texto:

Mi poética podría resumirse en seis aforismos:
1. La fusión de patetismo e inteligencia ha dado a menudo obras maestras; en cambio, el patetismo a solas es la peor escuela poética.
2. Es casi seguro que sólo sobrevive lo que no es nuestro, lo que nos excede, lo que, al leerlo, nos parece ajeno.
3. Al arte no han de exigírsele ni justificaciones previas ni moralejas: aditivos imperdonables (y que, no obstante, son muy valorados por los críticos) que matan la obra, instrumentalizándola.
4. La imaginación sólo debiera servir para suplir las deficiencias de la visión.
5. El arte empieza donde comienza la paradoja, que es la ambigüedad multiplicada. Frases ambiguas lo son muchas, pero no ocurre lo mismo con las frases paradójicas. Para que la paradoja aflore es necesario que a una ambigüedad le suceda otra como respuesta, y que al cruzarse con ella genere en su cópula nuevas paradojas que se encadenen a las anteriores.
6. Si un día un autor me dijera: "Aspiro a conquistar un lenguaje escrupulosamente antiliterario, y, al mismo tiempo, profundamente estético", yo le diría: "Creo que estoy contigo, aunque no sé si te entiendo."

Poco partidario de las narraciones exhaustivas, solo dos de sus novelas sobrepasan las trescientas páginas, y la mayoría de ellas no tienen más de doscientas.
Ferrero es un autor prolífico que ha cultivado diferentes géneros: novela,  cuento, poesía, teatro (Las siete ciudades del Cíbola) y ensayo, además de colaborar en la televisión y en el cine. Ferrero es coautor junto a Pedro Almodóvar del guion de Matador, y antes había participado en el rodaje de Robin y Marion, de Richard Lester. Asimismo, firmó el guion literario del Pabellón de la Navegación en la Exposición Universal de Sevilla (1992).
Con su ensayo Las experiencias del deseo. Eros y misos (que ganó el Premio Anagrama 2009), Ferrero regresa a una escritura reflexiva que no había practicado desde su época universitaria en París, cuando se hallaba escribiendo en francés su tesina sobre Platón y asistía a los cursos de sus maestros, entre los que destacan Nicole Loraux, Michel Foucault, Gilles Deleuze, Roland Barthes, Jacques Lacan, Pierre Vidal-Naquet y Jean Pierre Vernant.

## Premios y reconocimientos
- Premio Ciudad de Barcelona 1982 por Bélver Yin
- Premio Internacional de Novela Plaza & Janés 1990 por El efecto Doppler
- Premio Azorín 1997 por El último banquete
- Premio Internacional Barcarola de Poesía 2003 por Las noches rojas
- Finalista del Premio Fundación José Manuel Lara 2004 con Las trece rosas
- Premio Anagrama 2009 por Las experiencias del deseo. Eros y misos
- Premio Fernando Quiñones 2011 por El hijo de Brian Jones.[6]
- Premio de Narración Breve UNED 2013 con el relato El Paraíso[7]
- Premio Logroño de Novela 2014 por Doctor Zibelius
- Finalista del V Premio de narrativa breve Ribera del Duero, 2017, por Las cien lunas de Babel
- Premio Café Gijón 2019 por Las abismales

## Obras
- Bélver Yin, novela, premio Ciudad de Barcelona, Bruguera, 1982 (Plaza & Janés, 1988; Siruela, 2006)
- Opium, novela, Plaza & Janés, Barcelona, 1986
- Río amarillo, poesía, Editorial Pamiela, Pamplona, 1986
- Lucrecia Temple: Encuentro en Berlín, libro de diálogos; 1987
- Negro sol, poesía, Pamiela, Pamplona, 1987
- Lady Pepa, novela, 1988
- Débora Blenn, novela, Plaza & Janés, Barcelona, 1988
- Ah, mira la gente solitaria, poesía, Pamiela, Pamplona, 1988
- Un amor en Berlín, novela a modo de folletín, diario El Independiente
- El efecto Doppler, novela, premio Internacional de Novela, Plaza & Janés, Barcelona, 1990
- La era de la niebla, novela breve, Pamiela, Pamplona, 1990
- Alis el Salvaje, novela, Plaza & Janés, Barcelona, 1991
- Los reinos combatientes, novela, Plaza & Janés, Barcelona, 1991
- Pekín de la Ciudad Prohibida, ensayo histórico-novelesco sobre la cultura china, Planeta, Barcelona, 1991
- El secreto de los dioses, novela, Plaza & Janés, Barcelona, 1993
- Las veinte fugas de Básil, novela juvenil, Ediciones SM, 1995
- Amador o la narración de un hombre afortunado, novela, Planeta, Barcelona, 1996
- Ulaluna, novela infantil, Ediciones SM, 1997
- El último banquete, novela, Planeta, Barcelona, 1997
- El diablo en los ojos, novela, Planeta, Barcelona, 1998
- Las siete ciudades del Cíbola, teatro, Huerga y Fierro, 1999
- Juanelo o el hombre nuevo, novela, Alfaguara, 2000
- El bosque infinito, novela por entregas aparecida en NoTodo.com, 2001
- La autopista de Shambala, novela digital por entregas, aparecida en la página web oficial del autor, 2003
- Zirze piernas largas, novela infantil, Siruela, 2002
- Las noches rojas, poesía Siruela, Madrid, 2003
- Las trece rosas, novela, 2003
- Ángeles del abismo, novela, Siruela, Madrid, 2005
- Las fuentes del Pacífico, novela, Siruela, Madrid, 2008
- Las experiencias del deseo. Eros y misos, ensayo, Premio Anagrama de Ensayo, Anagrama, Barcelona, 2009
- El beso de la sirena negra, novela, Siruela, Madrid, 2009 (1.º serie detective Ágata Blanc)
- Balada de las noches bravas, novela, Siruela, Madrid, 2010
- El hijo de Brian Jones, novela, premio Fernando Quiñones, Alianza, 2012
- La noche se llama Olalla, novela, Siruela, Madrid, 2013 (2.º serie detective Ágata Blanc)
- Doctor Zibelius, novela, premio Logroño de Novela, Algaida, 2014.
- Nieve y neón, novela, Siruela, Madrid, 2015 (3.º serie detective Ágata Blanc)
- Las Abismales, novela, Siruela, Premio Ciudad de Gijón de Novela, 2019.
- La posesión de la vida, ensayo, Siruela, 2020.